# Lujkî, Hluhiv
Lujkî (în ucraineană Лужки) este un sat în așezarea urbană Cervone din raionul Hluhiv, regiunea Sumî, Ucraina.

## Demografie
Componența lingvistică a localității Lujkî
     Ucraineană (93,33%)
     Rusă (6,67%)
Conform recensământului din 2001, majoritatea populației localității Lujkî era vorbitoare de ucraineană (93,33%), existând în minoritate și vorbitori de rusă (6,67%).